# Poluopnasti mišić
Poluopnasti mišić (lat. musculus semimembranosus) mišić je stražnje strane natkoljenice.  
Mišić inervira lat. nervus ischiadicus kao i sve mišiće posteriornog kompartmenta natkoljenice.[nedostaje izvor]

## Polazište i hvatište
Mišić polazi sa sjedne izbočine sjedne kosti, ide prema dolje i hvata se na goljeničnu kost (stražnju stranu). Dio završne tetive mišića odvaja se i čini pojačanje koljenog zgloba koje se naziva lat. ligamentum popliteum obliquum. 